# 納什維爾 (印第安納州漢考克縣)
納什維爾（英語：Nashville）是位於美國印第安納州漢考克縣的一個非建制地區。該地的面積和人口皆未知。